# Pseudagrion stuckenbergi
Pseudagrion stuckenbergi är en trollsländeart som beskrevs av Elliot C.G. Pinhey 1964. Pseudagrion stuckenbergi ingår i släktet Pseudagrion och familjen dammflicksländor. Inga underarter finns listade i Catalogue of Life.